# Амерев, Юрий Михайлович
Амерев Юрий Михайлович (род. 26 октября 1964 года; Знаменка, Горшеченский район, Курская область, СССР) — российский общественный и политический деятель. Председатель Курской областной думы VII созыва с 7 октября 2021 года.

## Биография
Родился в семье врачей. Учился в школе села Средние Апочки, которую окончил в 1982 году.  В 1983 году был призван в ряды Советской Армии. После демобилизации в 1985 году, поступил в Курский сельскохозяйственный институт им. И.И. Иванова. В 1989 году окончил его с отличием по специальности «ветеринарный врач». В том же году начал работать ветврачом в колхозе «Завет Ильича» Горшеченского района Курской области. Спустя 5 лет назначен на должность заведующего районным Барановским ветеринарным участком.
В 2001 году стал главой МО Куньевский сельсовет Горшеченского района, в 2005 году — главой администрации Куньевского сельсовета. С 2009 по 2021 годы возглавлял Горшеченский район Курской области.
В сентябре 2021 года был награждён медалью ордена «За заслуги перед Отечеством» II степени.
7 октября 2021 года на первом заседании Курской областной думы VII созыва был избран председателем регионального парламента. Его кандидатуру поддержал 31 депутат, против выступили 10.
27 июня 2025 года он досрочно сложил с себя полномочия председателя Курской областной думы, после чего стал советником главы администрации Старооскольского городского округа Владимира Жданова.

## Награды
- Медаль ордена «За заслуги перед Отечеством» II степени[7][8];
- Медаль Центральной избирательной комиссии Российской Федерации «За содействие в организации выборов» (27 сентября 2024) — за реализацию мероприятий, связанных с подготовкой и проведением выборов[11];
- Нагрудный знак «80 лет освобождения Гомельской области от немецко-фашистских захватчиков» (Гомель, 03.07.2024)[12].